# Abdou Diallo
Abdou-Lakhad Diallo (ur. 4 maja 1996 w Tours) – senegalski piłkarz francuskiego pochodzenia, występujący na pozycji obrońcy w katarskim klubie Al-Arabi oraz w reprezentacji Senegalu. Zwycięzca Pucharu Narodów Afryki w 2021 roku. Wychowanek francuskiego zespołu AS Monaco. Młodzieżowy reprezentant Francji.

## Statystyki kariery
(aktualne na dzień 27 lipca 2025)
| Klub                 | Sezon              | Liga               | Liga  | Liga   | Puchar kraju | Puchar kraju | Puchar ligi | Puchar ligi | Puchary Kontynentalne | Puchary Kontynentalne | Inne  | Inne   | Suma  | Suma   |
| Klub                 | Sezon              | Liga               | Mecze | Bramki | Mecze        | Bramki       | Mecze       | Bramki      | Mecze                 | Bramki                | Mecze | Bramki | Mecze | Bramki |
| -------------------- | ------------------ | ------------------ | ----- | ------ | ------------ | ------------ | ----------- | ----------- | --------------------- | --------------------- | ----- | ------ | ----- | ------ |
| AS Monaco            | 2014/15            | Ligue 1            | 5     | 0      | 1            | 0            | 2           | 0           | 0                     | 0                     | –     | –      | 8     | 0      |
| Zulte Waregem (wyp.) | 2015/16            | Eerste klasse      | 33    | 3      | 2            | 0            | –           | –           | –                     | –                     | –     | –      | 35    | 3      |
| AS Monaco            | 2016/17            | Ligue 1            | 5     | 0      | 4            | 0            | 1           | 0           | 1                     | 0                     | –     | –      | 11    | 0      |
| 1. FSV Mainz 05      | 2017/18            | Bundesliga         | 27    | 2      | 3            | 1            | –           | –           | –                     | –                     | –     | –      | 30    | 3      |
| Borussia Dortmund    | 2018/19            | Bundesliga         | 28    | 1      | 3            | 0            | –           | –           | 7                     | 0                     | –     | –      | 38    | 1      |
| Paris Saint-Germain  | 2019/20            | Ligue 1            | 16    | 0      | 1            | 0            | 2           | 0           | 3                     | 0                     | 1     | 0      | 23    | 0      |
| Paris Saint-Germain  | 2020/21            | Ligue 1            | 22    | 0      | 5            | 0            | –           | –           | 8                     | 0                     | 1     | 0      | 36    | 0      |
| Paris Saint-Germain  | 2021/22            | Ligue 1            | 12    | 0      | 1            | 0            | –           | –           | 2                     | 0                     | 1     | 0      | 16    | 0      |
| RB Lipsk (wyp.)      | 2022/23            | Bundesliga         | 8     | 1      | 2            | 0            | –           | –           | 5                     | 0                     | –     | –      | 15    | 1      |
| Al-Arabi SC          | 2023/24            | Qatar Stars League | 20    | 1      | 2            | 1            | 1           | 0           | 1                     | 0                     | –     | –      | 24    | 2      |
| Al-Arabi SC          | 2024/25            | Qatar Stars League | 21    | 0      | 1            | 0            | 2           | 0           | –                     | –                     | –     | –      | 24    | 0      |
| Ogólnie w karierze   | Ogólnie w karierze | Ogólnie w karierze | 197   | 8      | 25           | 2            | 8           | 0           | 27                    | 0                     | 3     | 0      | 260   | 10     |